# فیری‌فاکس
فیری‌فاکس (به انگلیسی: Fairey_Fox) یک هواگرد از نوع بمب‌افکن سبک ساخت شرکت Fairey Aviation است. هواگرد فیری‌فاکس نخستین پروازش را در ۳ ژانویه ۱۹۲۵ میلادی انجام داد. این هواگرد در سال 1926 میلادی رسماً معرفی گردید.
طراح این هواگرد، Marcel Lobelle بود.